# عبیدالله عبید
عبیدالله عبید (زاده ۱۳۴۹ - کابل) سیاستمدار افغان و وزیر اسبق تحصیلات عالی است. وی در دولت دوم حامد کرزی، پس از سرور دانش در سمت وزیر تحصیلات عالی مشغول به فعالیت بود.

## زندگی‌نامه
عبیدالله عبید زاده ۱۳۴۹ از شهر کابل است. وی تحصیلات ابتدایی خود را در مکتب منوچهری و دوره لیسه/دبیرستان خود را در لیسه عالی نادریه به اتمام رساند. عبید تحصیلات عالی خود را در رشته پزشکی در دانشگاه کابل ادامه داد و مدرک لیسانس و ماستری/فوق لیسانس خود را از این دانشگاه کابل کسب کرد.

### فعالیت‌ها
- وزیر تحصیلات عالی افغانستان.[۱]
- سفیر افغانستان در ایران.[۱]
- رئیس دانشگاه طبی کابل.[۱]
- مشاور رئیس‌جمهور در امور اجتماعی.[۱]
- عضو لویه جرگه/گردهمایی بزرگ اضطراری و قانون اساسی.[۱]